# Fires on the Plain
Fires on the Plain (Nobi) è un film del 2014 diretto da Shin'ya Tsukamoto, tratto dal romanzo omonimo di Shōhei Ōoka, già trasposto in un film da Kon Ichikawa nel 1959. È stato candidato per il Leone d'Oro alla 71ª Mostra internazionale d'arte cinematografica di Venezia..

## Trama
Tamura, unico superstite del suo plotone, si trova solo e disperso nelle Filippine. Siamo nel 1945, epilogo della guerra mondiale e con essa dell'impero giapponese.
Inizia così per il protagonista un lungo peregrinare che lo porterà ad unirsi ad altri commilitoni allo sbando nel disperato tentativo di raggiungere il Giappone.